# Lucilia cinctella
Lucilia cinctella är en tvåvingeart som först beskrevs av Robineau-desvoidy 1863.  Lucilia cinctella ingår i släktet Lucilia och familjen spyflugor.
Artens utbredningsområde är Frankrike. Inga underarter finns listade i Catalogue of Life.